# Dookie
Dookie é o terceiro álbum de estúdio da banda americana de rock Green Day, lançado em 1 de fevereiro de 1994, pela Reprise Records. Sendo a primeira colaboração da banda com o produtor Rob Cavallo, foi gravado em 1993 no Fantasy Studios em Berkeley, Califórnia. Escrito principalmente pelo cantor e guitarrista Billie Joe Armstrong, o álbum é amplamente baseado em suas experiências pessoais e inclui temas como tédio, ansiedade, relacionamentos e sexualidade. Foi promovido com quatro singles: "Longview", "Basket Case", uma versão regravada de "Welcome to Paradise" (que apareceu originalmente no segundo álbum de estúdio da banda, Kerplunk de 1991), e "When I Come Around".
Após vários anos de domínio do grunge na música popular, Dookie trouxe um som de rock mais animado e melódico para o mainstream e impulsionou o Green Day à fama mundial. Considerado um dos álbuns que definiram a década de 1990 e o punk rock em geral, também foi fundamental para consolidar a popularidade do gênero no mainstream. Sua influência continuou no novo milênio e além, sendo citado como inspiração por muitas bandas de punk rock e pop punk, bem como por artistas de outros gêneros.
Dookie recebeu aclamação da crítica após seu lançamento, embora alguns fãs iniciais tenham acusado a banda de ser vendida por deixar seu selo independente (Lookout! Records) e abraçar um som mais polido. O disco ganhou um Grammy de Melhor Álbum Alternativo no Grammy Awards de 1995. Foi um sucesso mundial, chegando ao número dois na Billboard 200 nos Estados Unidos e alcançando posições no top dez em vários outros países. Dookie foi posteriormente certificado como diamante duplo (20 vezes platina) pela Recording Industry Association of America (RIAA). Vendeu mais de 20 milhões de cópias em todo o mundo, tornando-se o álbum mais vendido da banda e um dos álbuns mais vendidos de todos os tempos. Foi rotulado por críticos e jornalistas como um dos maiores álbuns da década de 1990 e um dos maiores álbuns de punk rock e pop punk de todos os tempos. A Rolling Stone colocou Dookie em todas as quatro iterações de sua lista "Os 500 Maiores Álbuns de Todos os Tempos", e em primeiro lugar em sua lista "Os 50 Maiores Álbuns Pop-Punk" em 2017. Em 2024, o álbum foi selecionado para preservação no Registro Nacional de Gravações dos Estados Unidos pela Biblioteca do Congresso como sendo "culturalmente, historicamente ou esteticamente significativo".

## Antecedentes e gravação
Após o sucesso do segundo álbum Kerplunk, uma série de grandes gravadoras se interessaram no Green Day. Representantes de várias etiquetas tentaram seduzir a banda a assinar um contrato, convidando-os para as refeições para discutir um acordo, com um gerente e até mesmo convidar o grupo para ir a Disney. A banda recusou esses avanços até encontrar o produtor da Reprise Records, Rob Cavallo. Eles ficaram impressionados com o seu trabalho com o colega californiano da banda The Muffs.
Eventualmente, a banda deixou sua gravadora independente Lookout! Records em termos amigáveis, e assinou contrato com a Reprise. O clube 924 Gilman Street proibiu o Green Day de entrar desde a assinatura com a grande gravadora. Refletindo sobre o período, o vocalista Billie Joe Armstrong disse à revista Spin em 1999, "Eu não poderia voltar para a cena punk, se nós éramos o maior sucesso no mundo ou o maior fracasso [...] A única coisa que eu podia fazer era pegar minha bicicleta e ir para a frente".
Cavallo foi escolhido como o principal produtor do álbum, e Jerry Finn como o mixer. O Green Day originalmente deu a primeira fita demo para Cavallo, e após ouvi-la, ele percebeu que "tinha tropeçado em algo grande". A sessão de gravação da banda durou três semanas e o álbum foi remixado duas vezes. Armstrong afirmou que a banda queria criar um som "seco", semelhante ao do álbum do Sex Pistols ou aos primeiros álbuns do Black Sabbath". A banda sentiu a mistura original a ser insatisfatória. Cavallo concordou, e foi remixada a Fantasy Studios em Berkeley, Califórnia. Armstrong disse depois de sua experiência de estúdio "Tudo já estava escrito, tudo o que tínhamos a fazer era lançá-lo".

## Composição
Muito do conteúdo do álbum foi escrito por Armstrong, exceto "Emenius Sleepus", escrito pelo baixista Mike Dirnt e a faixa escondida, "All by Myself", que foi composta pelo baterista Tré Cool . O álbum tocou várias experiências dos membros da banda, incluiu temas como ansiedade, ataques de pânico, masturbação, orientação sexual, tédio e ex-namoradas.
O single "Longview" tinha uma linha do baixo feita por Mike Dirnt que escreveu sob a influência de LSD . Ele originalmente esqueceu muito dela, mas as porções lembradas foram incluídas na canção. Armstrong afirmou que a canção era principalmente sobre o tédio, masturbação e fumar maconha, como é evidente em algumas das letras.
"Welcome to Paradise", é o segundo single do Dookie, estava originalmente no álbum Kerplunk na segunda faixa. A canção foi regravada com um som menos granulado para Dookie. A canção nunca teve um videoclipe oficial, no entanto, um certo desempenho ao vivo da canção é freqüentemente associada como um videoclipe. O vídeo está localizado no site oficial do Green Day.
O hit "Basket Case", que apareceu em muitas paradas de singles em todo o mundo, também foi inspirado pelas experiências pessoais de Armstrong. A canção trata de ataques que Armstrong sofria como ansiedade. O vídeo da música foi filmado em uma instituição mental abandonada.
O single, "She", foi escrito por Armstrong sobre uma ex-namorada que lhe mostrou um poema feminista com um título idêntico. Em contrapartida, Armstrong escreveu a letra de "She" e mostrou a ela. Mais tarde, ela mudou-se para o Equador, o que levou Armstrong para colocar "She" no álbum.
A mesma ex-namorada é o tema das músicas "Sassafras Roots" e "Chump".
O último single, "When I Come Around", foi novamente inspirado por uma mulher, embora este momento sobre a esposa de Armstrong. Após uma disputa entre o casal, Adrienne Armstrong deixou ele passar algum tempo sozinho. O vídeo apresentou os três integrantes da banda andando ao redor de Berkeley e San Francisco durante a noite, terminando de volta ao local onde iniciou a caminhada.
Billie Joe Armstrong escreveu a canção "In the End", sobre sua mãe e seu marido. Armstrong é citado dizendo: "Essa música é sobre o marido da minha mãe, não é realmente sobre uma menina, ou como alguém diretamente relacionado a mim em um relacionamento, In the End é sobre minha mãe". Armstrong também escreveu a canção "Having a Blast" quando estava em Cleveland em 1992. O baixista Mike Dirnt declarou em uma entrevista que, embora ele usou um baixo Gibson G3, ele gravou Dookie com variados Baixos Fender Precision.

## Recepção
| Críticas profissionais | Críticas profissionais |
| Avaliações da crítica  | Avaliações da crítica  |
| Fonte                  | Avaliação              |
| ---------------------- | ---------------------- |
| AllMusic               | [ 8 ]                  |
| The New York Times     | (favorável)            |
| Robert Christgau       | A−                     |
| Rolling Stone          | [ 11 ]                 |
| Ultimate Guitar        | 9.4/10                 |
| Punknews.org           | [ 13 ]                 |
| Billboard              | [ 14 ]                 |
| Sputnik Music          | [ 15 ]                 |
| Alternative Press      | [ 16 ]                 |

Dookie foi aclamado pela crítica especializada. O AllMusic descreveu Dookie como "uma peça estelar do punk moderno que muitos tentaram imitar mas ninguém conseguiu superar".
Em 1994, a Time reivindicava Dookie como o terceiro melhor álbum do ano e melhor álbum de rock de 1994. O New York Times, no início de 1995, descreveu o som de Dookie como "Punk se transforma em pop em músicas rápidas, engraçadas, cativantes, alta potência sobre choramingar".
O New York Times, enquanto cortesia na qualidade geral do álbum, notou que o som pop do Dookie só remotamente se assemelhava a música punk. A banda inicialmente não respondeu a estes comentários, mas mais tarde afirmou que eles estavam "apenas tentando ser eles mesmos" e que "é a nossa banda, podemos fazer o que quisermos". Mike Dirnt afirmou que o álbum, Insomniac, um dos álbuns mais pesado da banda, foi a banda liberando sua raiva contra todas as críticas dos críticos musicais e fãs antigos.
Juntamente com o Smash do The Offspring, Dookie foi creditado por ajudar a trazer o punk rock de volta na cultura mainstream da música.
Em abril de 2014 a Rolling Stone colocou o álbum em primeiro na sua lista dos 40 melhores discos do ano de 1994". Um mês mais tarde, o Loudwire colocaria Dookie em primeiro lugar na lista "dos 10 melhores albuns de Hard Rock de 1994". O Guitar World listou Dookie em décimo terceiro na lista dos "50 álbuns icônicos de 1994".

## Reconhecimentos
A informação relativa aos reconhecimentos de Dookie é adaptado da Acclaimed Music.
| Publicação                  | País           | Elogio                                                  | Ano  | Posição |
| --------------------------- | -------------- | ------------------------------------------------------- | ---- | ------- |
| Kerrang!                    | Reino Unido    | Kerrang! 100 álbuns que você deve ouvir antes de morrer | 1998 | 33      |
| Classic Rock & Metal Hammer | Reino Unido    | Os 200 melhores álbuns dos anos 90                      | 2006 | N/A     |
| Robert Dimery               | Estados Unidos | 1001 discos para ouvir antes de morrer                  | 2005 | N/A     |
| Rolling Stone               | Estados Unidos | 500 melhores álbuns de sempre                           | 2003 | 193     |
| Rolling Stone               | Estados Unidos | Melhores Álbuns de 1994 (Escolha dos Leitores)          | 1994 | 1       |
| Rolling Stone               | Estados Unidos | Melhores Álbuns dos anos 90                             | 2010 | 30      |
| Spin                        | Estados Unidos | 100 Maiores Álbuns, 1985-2005                           | 2005 | 44      |
| Rock and Roll Hall of Fame  | Estados Unidos | Top 200 Álbuns de Todos os Tempos                       | 2005 | 50      |

## Faixas
| N.º            | Título                 | Duração |  |
| 1.             | "Burnout"              | 2:07    |  |
| 2.             | "Having a Blast"       | 2:44    |  |
| 3.             | "Chump"                | 2:54    |  |
| 4.             | "Longview"             | 3:59    |  |
| 5.             | "Welcome to Paradise"  | 3:44    |  |
| 6.             | "Pulling Teeth"        | 2:30    |  |
| 7.             | "Basket Case"          | 3:03    |  |
| 8.             | "She"                  | 2:14    |  |
| 9.             | "Sassafras Roots"      | 2:37    |  |
| 10.            | "When I Come Around"   | 2:58    |  |
| 11.            | "Coming Clean"         | 1:34    |  |
| 12.            | "Emenius Sleepus"      | 1:43    |  |
| 13.            | "In the End"           | 1:46    |  |
| 14.            | "F.O.D./All By Myself" | 5:46    |  |
| Duração total: | Duração total:         | 39:46   |  |

## Pessoal
- Billie Joe Armstrong — vocal, guitarra
- Mike Dirnt — baixo, vocal de apoio
- Tré Cool — bateria, guitarra e vocal em "All by Myself"

Produção
- Rob Cavallo; Green Day — produtores
- Jerry Finn — mixer
- Neill King — engenheiro
- Casey McCrankin — engenheiro
- Richie Bucher — artista da capa
- Ken Schles – fotografia
- Pat Hynes – arte do livreto

## Paradas
| Parada          | Posição | Certificação | Vendas      |
| --------------- | ------- | ------------ | ----------- |
| Billboard 200   | 2       | Diamante     | 10,000,000+ |
| UK Albums Chart | 13      | 3× Platina   | 900,000     |
| Suécia          | 3       | -            | -           |
| Nova Zelândia   | 1       | -            | -           |
| Austrália       | 1       | -            | -           |
| Finlândia       | 5       | -            | -           |
| Suíça           | 6       | -            | -           |

| 1994 | "Longview"            | 1 | 13 | 30 | —  | —  | —  |
| 1994 | "Welcome to Paradise" | 7 | —  | 20 | —  | 21 | —  |
| 1994 | "Basket Case"         | 1 | 9  | 7  | 3  | 21 | 35 |
| 1995 | "When I Come Around"  | 1 | 2  | 27 | 28 | 4  | —  |
| 1995 | "She"                 | 5 | 18 | —  | —  | —  | —  |